# Jaime de Portugal
Jaime de Coímbra (Avis) y Urgell (Aragón) (17 de septiembre de 1433 - Florencia, 27 de agosto de 1459) Infante de Portugal, era hijo del Infante Pedro, Duque de Coímbra, y de su esposa Isabel de Urgel, y como tal, era nieto de Juan I, el de Buena Memoria. Fue obispo de Arras, arzobispo de Lisboa y cardenal.

## Biografía
Después de la Batalla de Alfarrobeira (1449), en la cual su padre fue derrotado y muerto, Jaime, contando con apenas catorce años, fue apresado por las huestes de Alfonso V el Africano, consiguiendo escapar después, con sus hermanos Juan y Beatriz, hacia Flandes, donde obtuvo el apoyo de su tía Isabel, Duquesa de Borgoña.
Allí fue designado obispo de Arras, habiendo, con apoyo de su tía, partido para Roma. Al llegar allí, el Papa Nicolás V, conocedor de la tragedia de Alfarrobeira y del vejamen a que fuera sometido el cuerpo del Duque de Coímbra, decidió compensar a su hijo, atribuyéndole, el 30 de abril de 1453, la administración perpetua de la archidiócesis lisboeta, que había quedado vacante por la muerte del arzobispo Luís Coutinho. No obstante, al no tener aun la edad necesaria para ocupar el cargo, no se le confirió el título archiepiscopal. Gobernó siempre la archidiócesis desde Italia por medio de su vicario general, Luís Anes.
Entretanto, murió Nicolás V y subiendo a la silla de San Pedro el Papa Calixto III, Jaime fue creado cardenal diácono en el primer consistorio convocado por el nuevo pontífice, el 17 de septiembre de 1456, con el título de San Eustaquio (y eso, aun no teniendo todavía la edad de treinta años necesaria para la atribución del birrete cardenalicio).
Por su mediación, consiguió del Papa la emisión de la bula de cruzada para su primo Alfonso V de Portugal (1457), destinada a la conquista de Alcácer Ceguer.

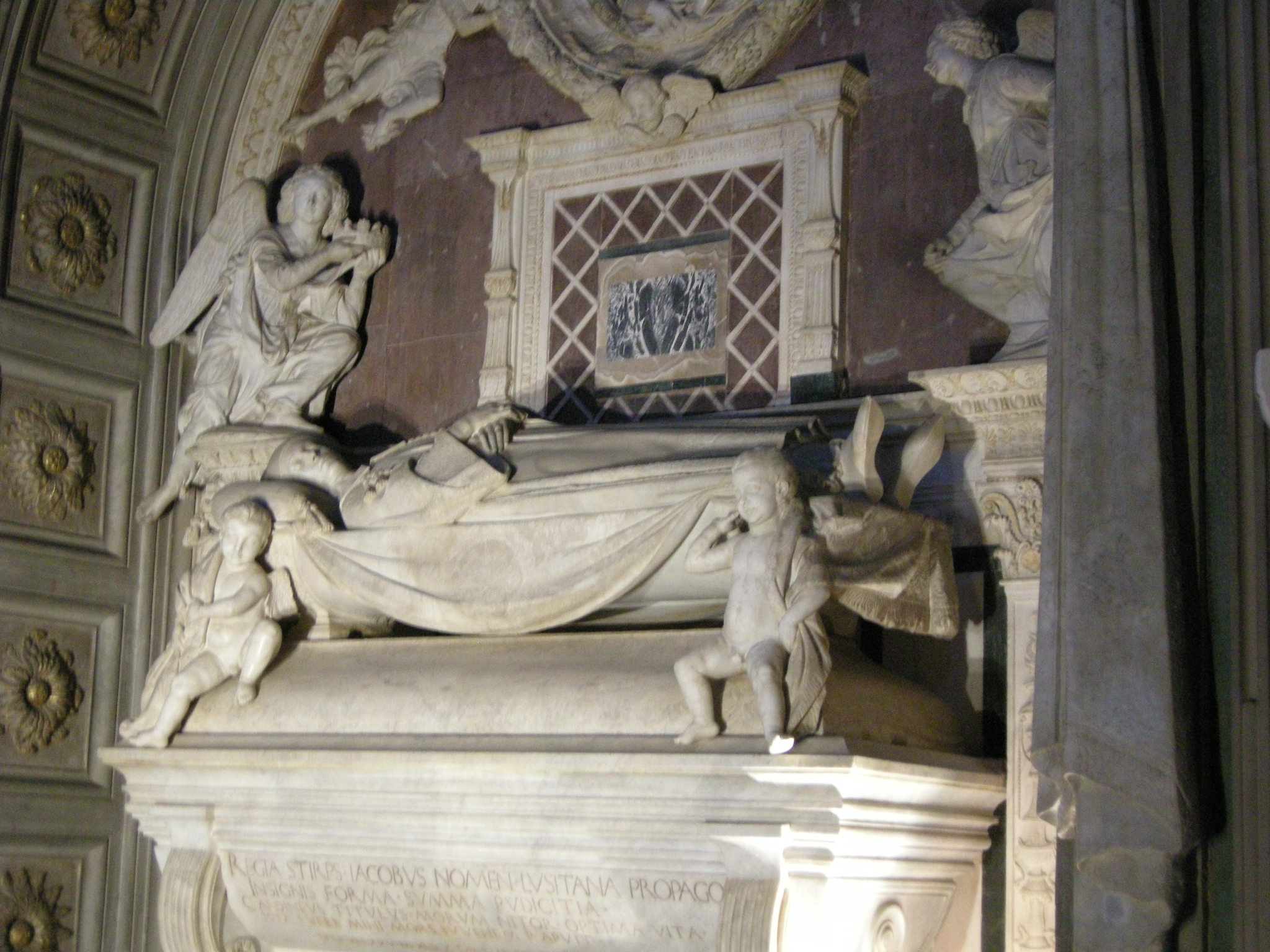
Sepulcro del cardenal.

Participó en el cónclave que eligió a Eneas Sílvio Piccolomini como Papa Pío II (agosto de 1458); como el nuevo Papa quiso seguir el deseo de su predecesor de hacer la guerra de cruzada al Imperio otomano, mandó reunir el colegio de los cardenales en el Congreso de Mantua de 1459. En el camino entre Roma y Mantua, Jaime se detuvo en la ciudad de Florencia, donde le llegó la muerte.
Su capilla funeraria se encuentra en la basílica de San Miniato al Monte.